# Liam Broady
Liam Andrew Broady (4 de enero de 1994) es un tenista británico. Ganador del dobles júnior de Wimbledon 2010 con Tom Farquharson y del dobles júnior del Abierto de Australia 2012 con Joshua Ward-Hibbert. También fue finalista del individual masculino de Wimbledon 2011 perdiendo ante Luke Saville.

## Vida familiar
Liam Broady es hermano de la jugadora de tenis, Naomi Broady y tiene otra hermana llamada Callum Broady.
Broady asistió a la Escuela Priestnall donde completó su GCSE en 2010. También es fan del club de fútbol, Manchester City.

## Carrera tenística
En 2005, Liam Broady ganó el Abierto de Natwest Dorset que marcó el inicio de su carrera. En el Campeonato de Wimbledon 2010, se asoció con Tom Farquharson llegando a la final donde derrotó a sus compatriotas Lewis Burton y George Morgan. La pareja se convirtió en la primera pareja británica que gana el título desde 1995. En el Wimbledon de 2011, Broady venció a Robin Kern por 7-6(4), 4-6, 13-11 para llegar a las semifinales de individuales júnior y siguió con otra victoria ante el australiano Jason Kubler, con el partido que finalizó por 6-4 6-3 a favor del británico para asegurarse una plaza en la final. En la final, perdió por 6-2, 4-6 y 2-6 ante el australiano Luke Saville. Finalizando el 2011, Liam se asoció con Joshua Ward-Hibbert y consiguió el título de dobles del Dunlop Orange Bowl. 
La temporada 2012 vio llegar a Broady a la final del Abierto de Estados Unidos, por primera vez, donde perdió contra Filip Peliwo por 2-6, 6-2, 5-7 en un partido bien luchado.

## Títulos ATP Challenger

### Individuales (2)
| N.° | Fecha                    | Torneo              | Superficie | Oponente en la final | Resultado |
| --- | ------------------------ | ------------------- | ---------- | -------------------- | --------- |
| 1.  | 26 de septiembre de 2021 | Challenger de Biel  | Dura (i)   | Marc-Andrea Hüsler   | 7-5, 6-3  |
| 2.  | 12 de febrero de 2023    | Challenger de Vilna | Dura (i)   | Zdeněk Kolář         | 6-4, 6-4  |

## Títulos Júnior

### Grand Slam Júnior

#### Finalista en individuales
| Año  | Campeonato | Superficie | Oponente en la final | Marcador final |
| ---- | ---------- | ---------- | -------------------- | -------------- |
| 2011 | Wimbledon  | Césped     | Luke Saville         | 6-2, 4-6, 2-6  |
| 2012 | US Open    | Dura       | Filip Peliwo         | 2-6, 6-2, 5-7  |

#### Títulos en dobles
| Año  | Campeonato           | Superficie | Pareja              | Oponente en la final       | Marcador final |
| ---- | -------------------- | ---------- | ------------------- | -------------------------- | -------------- |
| 2010 | Wimbledon            | Césped     | Tom Farquharson     | Lewis Burton George Morgan | 7-6(4), 6-4    |
| 2012 | Abierto de Australia | Dura       | Joshua Ward-Hibbert | Adam Pavlasek Filip Veger  | 6-3, 6-2       |